# Дівчина
Ді́вчи́на (також юнка), ді́вчинка — молода людина жіночої статі, зазвичай дитина чи підліток. Стаючи дорослою, вона описується як жінка. Час, коли дівчина стає жінкою, у різних суспільствах і культурах визначається по-різному. Переважно, перехід від юності до зрілого віку відбувається у пізній підлітковості.
Становище дівчат, ставлення до них та поводження з ними у різних суспільствах зазвичай тісно пов'язані зі статусом жінок в культурах цих суспільств.
11 жовтня — Міжнародний день дівчаток.

## Етимологія
В Україні дівчину до віку статевого дозрівання називають дівчинкою (зменш. дівча́, розм. дівчатко).
Від пубертату до шлюбного віку (або вступу в шлюб) користуються словом дівчина (дівча́, дівка).
Англійський термін girl вживається спільно до дівчаток і дівчат. Також він може використовуватись щодо молодої жінки (young woman), а іноді вживається як синонім слова донька. Girl також може бути терміном для виразу симпатії жінки, що бажає позначити своїх дорослих подруг (наприклад, «The girls and I went out together.» — «Ми з дівчатами разом гуляли»).
У французькій мові слово fille означає як «дівчинка», так і «дочка», а для позначення дорослої дівчини вживається сполучення jeune fille.

## Біологія
Організм дівчат проходить поступові зміни під час статевого дозрівання (зазвичай між 10 та 16 роками), зокрема, фізичні, коли дитяче тіло перетворюється на доросле, здатне до розмноження. Процес зрушується гормональними сигналами від мозку до гонад, які виробляють гормони, що викликають зростання і перетворення мозку, кісток, м'язів, крові, шкіри, волосся, грудей та статевих органів. Збільшення зросту та ваги відбувається в першій половині пубертату і завершується з досягненням статевої зрілості. Показником початку пубертату дівчат є менархе, яка відбувається в середньому між 11 та 15 роками.

## Обряди дорослішання

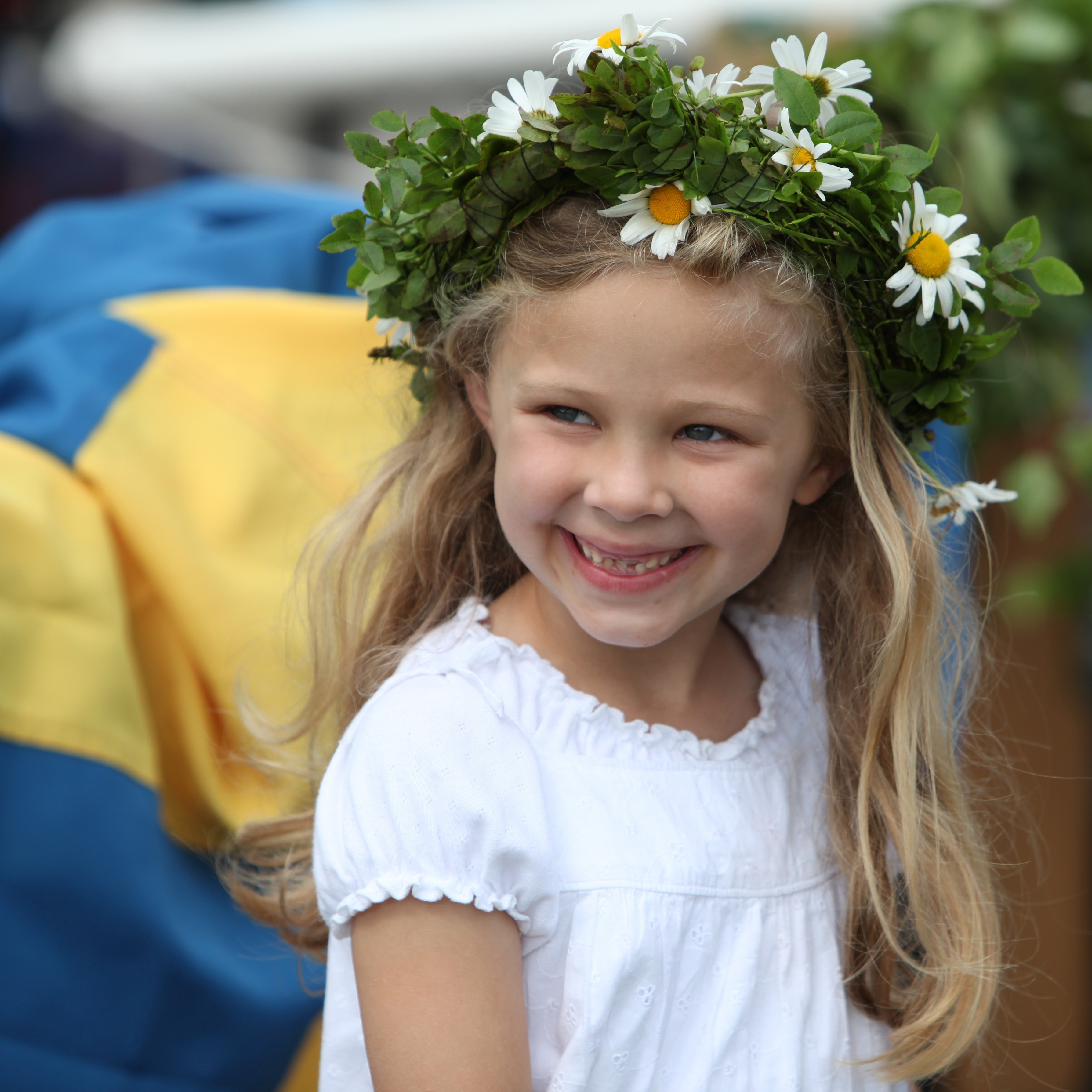
Шведська дівчинка

Умовно обряди, пов'язані зі зміною статусу дівчаток та дівчат, що мають на меті їх психологічну ініціацію в нових гендерних ролях у процесі жіночої гендерної соціалізації, можна згрупувати за часом поширення:
- Обряди жіночої ініціації в древніх та аборигенних суспільствах[11];
- Сучасні обряди: наразі в деяких країнах настання менструації відзначається святкуванням, прикладами чого є кінсеаньєра на 15-річчя (Латинська Америка), бат-міцва на 12-річчя в юдаїзмі;

…та за подіями, яким вони присвячені:
- Обряди, пов'язані з вступом до вікової групи дорослішої спільноти чи набуттям повноцінної участі в суспільному житті;
- Ритуали, пов'язані з менархе, менструальним циклом та його фазами;
- Ритуали, пов'язані з дефлорацією, першим подружнім сексом чи ритуальним сексуальним досвідом. В Україні цноті нареченої надавалося велике значення, тож була поширеною демонстрація постільної білизни після першої шлюбної ночі молодят з кров'ю як доказом непорушності гімену нареченої до цієї ночі. У деяких тубільських племенах перший статевий акт здійснює не наречений чи чоловік, а його чи нареченої родичі, жерці чи навіть незнайомці (іноді — групою та з застосуванням нефізіологічних предметів);
- Звичаї, пов'язані з підготовкою до шлюбу, вступом в шлюб чи інші партнерські, романтичні, сексуальні, дружні чи побутові союзи. Сюди відносять і українські весільні обряди прощання з дівоцтвом. Традиційно дівчата заплітали волосся в коси, тоді як одружені жінки носили його під очіпком. Однією з весільних традицій є процедура розплітання коси, яка сьогодні зводиться до церемонного торкання нареченим вишуканої зачіски нареченої;
- Обряди, пов'язані зі зміною гендерної ролі (у культурах, де існує «третя стать», або де дівчата можуть повністю чи частково брати на себе роль хлопців, якщо синів немає, вони відсутні чи гинуть).

## Здоров'я дівчат
Здоров'я дівчат(ок) серйозно потерпає в культурах, де їх цінуються нижче за хлопчиків, і родини спрямовують більшість коштів на безпеку, добробут та розвиток синів і хлопців. Безпека та здоров'я дівчат та дівчаток є насильство проти дівчат у таких формах як феміцид, селективні аборти, дитяча проституція та порнографія, домашнє насильство, сексуальне насильство над дітьми, жорстоке поводження, анорексія, булінг, брак менструальної гігієни.

### Дитячі шлюби
Головна загроза здоров'ю дівчат та дівчаток — це ранні (дитячі) шлюби, котрі часто ведуть до передчасних вагітностей. Дівчата, яких примусили вступити в шлюб, часто вагітніють скоро після його укладення, від чого зростає ризик ускладнень вагітності та материнської смерті в пологах. Ускладнення внаслідок вагітності та родів у юному (частіше за все — дитячому) віці — провідна причина смерті дівчат-підлітків у країнах що розвиваються.

### Ранні вагітності
Дівчата-підлітки стикаються зі стандартними проблемами вагітності (такими як репродуктивний тиск, акушерська агресія, материнська смертність), на додаток переживають ускладнення вагітності через незрілість організму для виношування й пологів, незапланованого материнства (наприклад, внаслідок зґвалтування), соціальної стигми та віктимблеймінгу.
У розвинених країнах підліткова вагітність, здебільшого, пов'язана з соціальними питаннями, в тому числі нижчим рівнем освіти, бідністю, і часто несе соціальний осуд. Дівчат-підлітків у країнах, що розвиваються часто змушують вступати в дитячі шлюби, і їх вагітність вітається сім'єю та суспільством, поєднуючись із недоїданням і поганою охороною здоров'я та проблемами жіночого здоров'я.

## Освіта дівчат

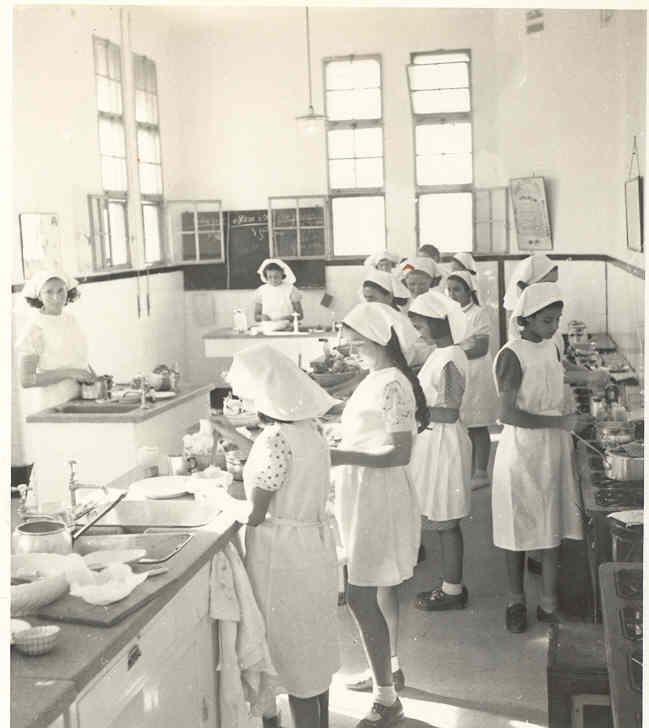
Дівчата вчаться готувати в ізраїльській школі для дівчат (біля 1935 р.): тоді основним призначенням жіночої освіти вважалася підготовка до шлюбу та обслуговування інших членів сім'ї.

### Калічення жіночих геніталій
«Жіноче обрізання» — протизаконні звичаї калічення чи видалення зовнішніх жіночих геніталій, не підкріплені медичною потребою, здійснюються без згоди пацієнток у дитячому віці в багатьох регіонах світу. Серед наслідків — смерть від сепсису під час операції в антисанітарних умовах, токсичний шок, ускладнені/травматичні секс, вагітність та пологи (за деяких підвидів операції розтин та зашивання устя вагіни виконуються кожного разу), ПТСР, депресії, тривожні розлади, відсутність чи зниження сексуального задоволення.

## Виховання дівчат

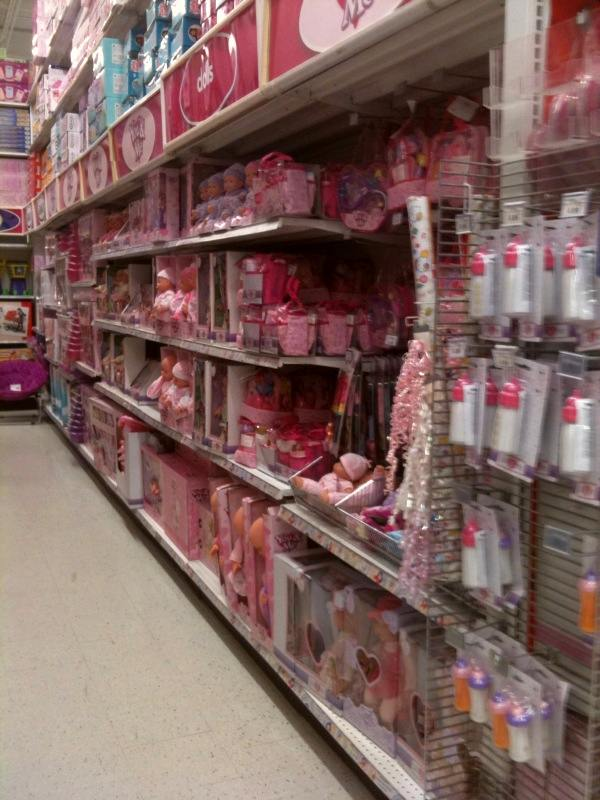
Дівчачі секції в магазині іграшок — рожеві (Канада, 2011).

Виховання дівчат проходить у контексті жіночої гендерної соціалізації, тобто має на меті передавання дівчатам гендерних норм і стереотипів для засвоєння ними гендерних ролей дорослих жінок.

### Стать тагендер
Біологічна стать взаємодіє з навколишнім середовищем шляхами, які не цілком зрозумілі. Дівчата-близнючки, розділені при народженні та возз'єднані за десятиліття, показують як приголомшливі подібності, так і відмінності.
Жіночність — це множина очікуваної поведінки та ролей, пов'язаних, як правило, з дівчатами та жінками. Жіночність соціально побудована: як чоловіки, так і жінки можуть виявляти риси, котрі зазвичай тлумачаться як жіночі, хоча залежать від регіону, епохи та обставин, соціуму та культури: м'якість, співчуття, чутливість.  Гендерна нейтральність пропонує ідею про те, що політика, мова та інші соціальні інститути повинні уникати транслювання різних ролей та норм хлопчикам і дівчаткам, щоб уникнути дискримінації, котра виникає від гендерних ролей.

## Дитяча праця

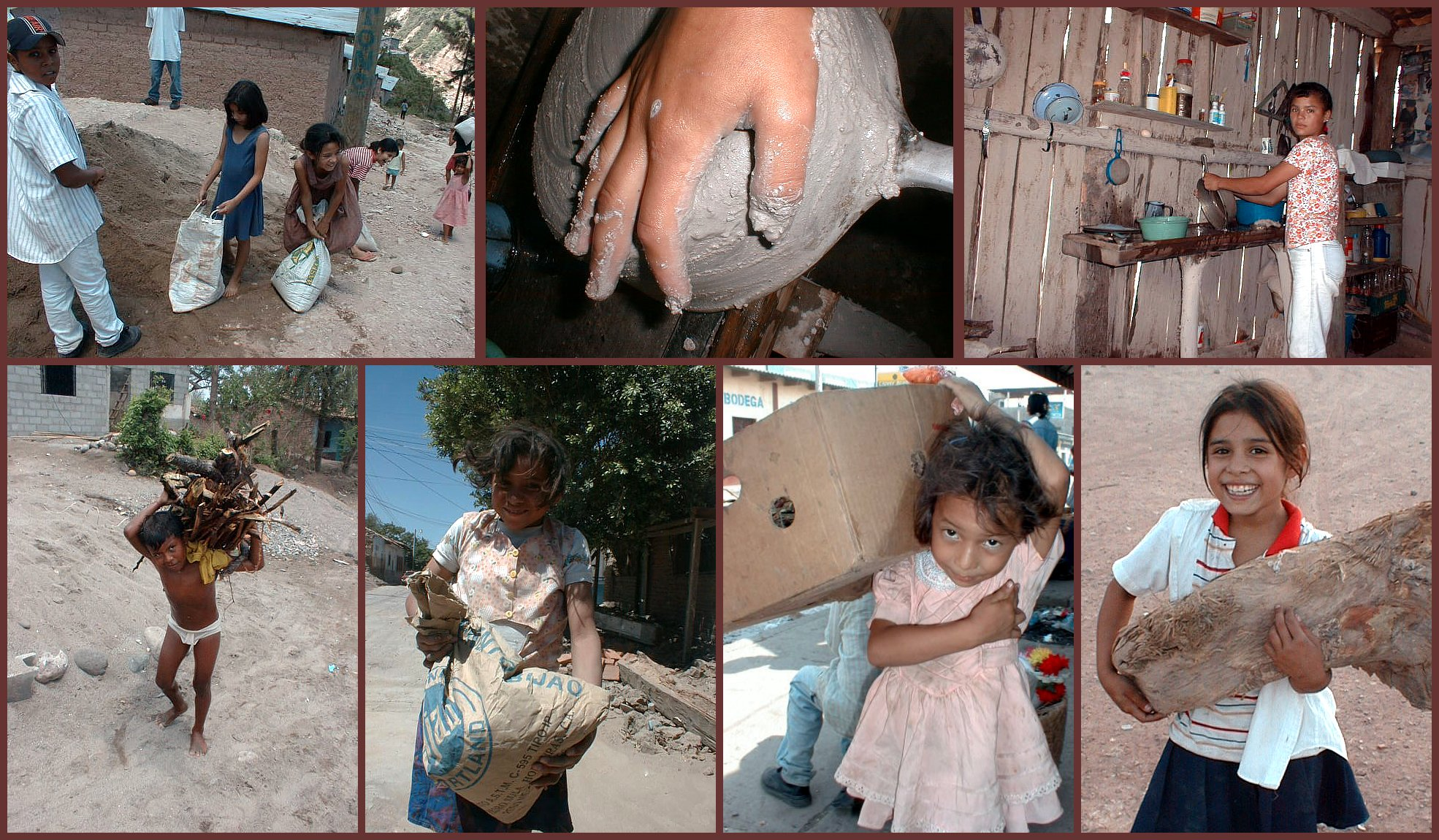
Дівчатка, винайняті для дитячої праці в різних частинах Південної Африки

Стать впливає на світовий патерн дитячої праці. Дівчаток та дівчат їхні сім'ї схильні просити чи примушувати виконувати більше хатньої роботи у батьківському домі, ніж хлопчиків та хлопців, та часто у більш ранньому віці, ніж хлопців.
Наймання оплачуваною хатньою обслугою — найрозповсюдженіша форма дитячої праці для дівчат(ок). У деяких регіонах, таких як Східна та Південна Азія, батьки часто розглядають роботу хатньою прислугою як хорошу підготовку до шлюбу. Між тим хатнє обслуговування (domestic service) є однією з найменш врегульованих професій та піддає працівниць серйозним ризикам, таким як насильство, експлуатація та аб'юз наймачів, тому що хатні працівниці часто ізольовані від зовнішнього світу.
Дитяча праця має вкрай негативний вплив на освіту. Дівчат(к)а, зайняті у дитячій праці, частіше припиняють освіту або, якщо продовжують її, часто перевантажені подвійною чи потрійною ношею праці поза домом, хатньої праці в батьківському домі та шкільних занять. Таке становище є звичайним в таких регіонах, як частини Азії та Латинської Америки.

## Торгівля дівчатами
Дівчат споконвічно і досі використовують у деяких частинах світу в якості розрахункового товару під час суперечок родів, племен чи країн — у таких звичаях, як baad, swara, чи vani. У таких становищах дівчин(к)у з родини кривдників/злочинців віддають родині жертв як рабиню чи наречену.
Іншою злочинною діяльністю є продаж дівчат(ок) в обмін на «ціну нареченої» (bride price).

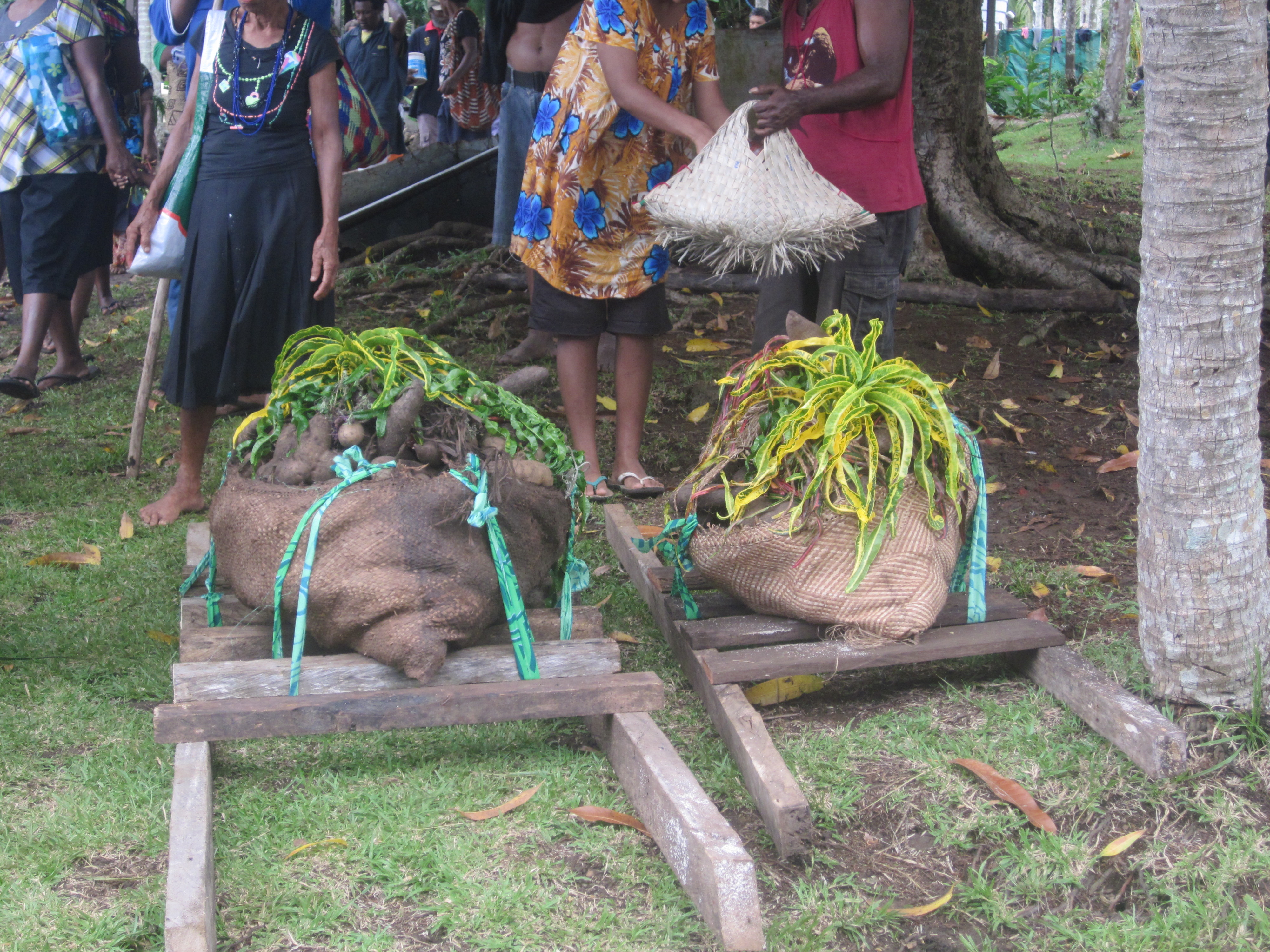
Товари, отримані в якості викупу за наречену

Додаткова конвенція 1956 року про ліквідацію рабства (Supplementary Convention on the Abolition of Slavery, the Slave Trade, and Institutions and Practices Similar to Slavery) визначає «інституції та практики, що прирівнюються до рабства», в тому числі: c) будь-якої інституції чи діяльності, внаслідок якої: 
(i) жінка, без права відмови, обіцяється чи віддається до шлюбу за сплатою відшкодування у грошах чи іншим чином її батькам, охороні, родині чи будь-якій іншій особі з групи;
чи (ii) чоловік жінки, його родина чи його клан, мають право передавати її іншій особі за отриману винагороду, чи інші причини;
чи (iii) жінка після смерті свого чоловіка вимушена переходити в спадок/розпорядження іншої особи.

## Насильство проти дівчат

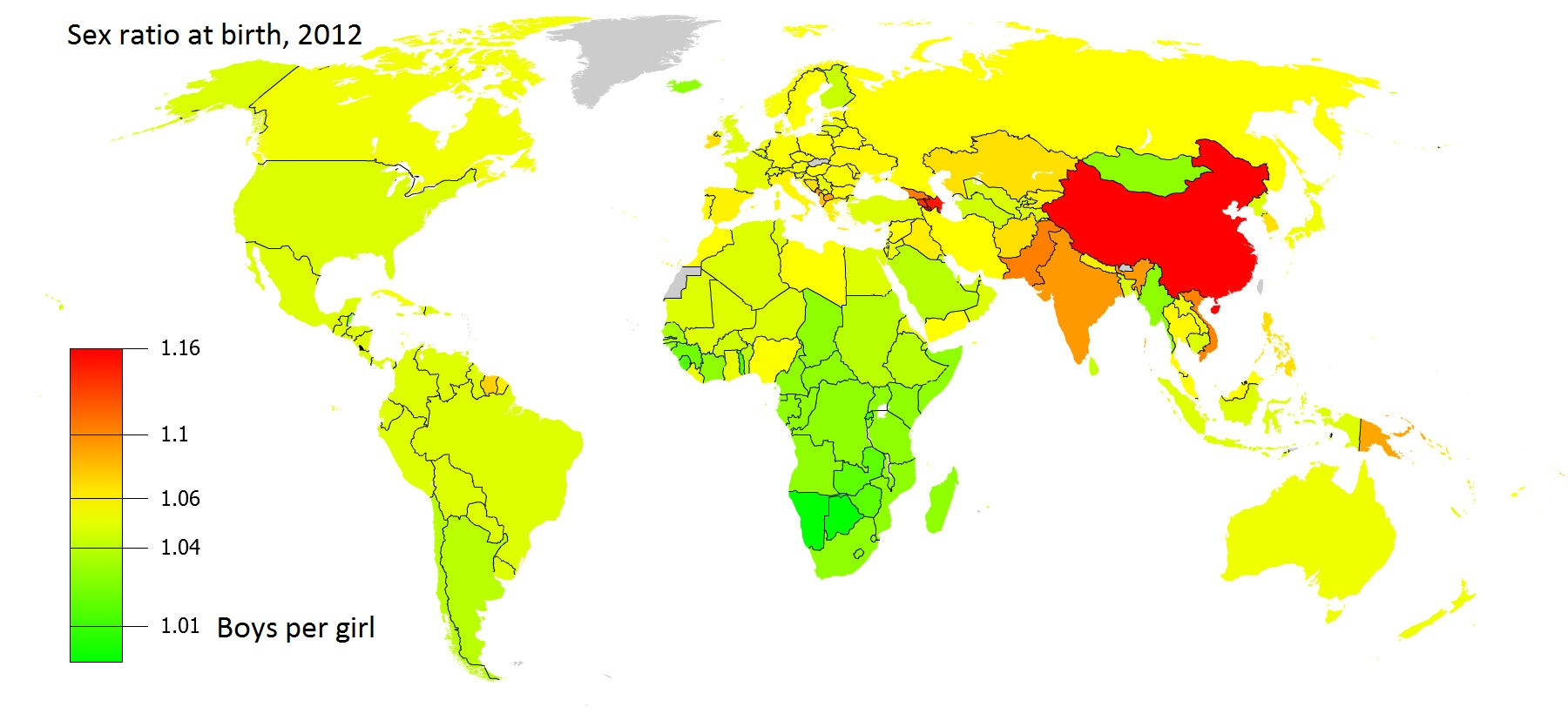
Гендерний дисбаланс внаслідок селективних абортів (співвідношення хлопчиків до дівчаток при народженні, 2012).

Найранішою формою насильства проти дівчат є селективні аборти — поширена в деяких країнах світу практика переривання вагітності, якщо виявляється, що плід жіночої статі, спричинена обмежувальними гендерними політиками країн з жорстко поляризованими гендерними ролями, де стан жінки зводиться до народження та обслуговування, а надійними і цінними членами суспільства (а тому — бажаними дітьми) є чоловіки. До інших форм феміциду належать:
- вбивство дівчаток (жіночий інфантицид);
- вбивство сестер;
- вбивство дочок, родичок та невісток («вбивства честі»);
- насильство (аж до вбивства) над дівчатами, що відмовили чоловіку у шлюбі чи сексі (обливання кислотою, зґвалтування, переслідування);

Формою раннього насильства одночасно проти матері та дитини є насильство над вагітними (побої під час вагітності), що загрожує ускладненнями для обох. Плід жіночої статі цінується менше, ніж плід чоловічої, тож для нього ризик такого домашнього насильства вищий.
Сексуальне та репродуктивне насильство стосується примусових сексуальних практик з участю дівчат(ок) без їх згоди, розпорядження їх сексуальним, шлюбним вибором та власною репродукцією. Сюди входять більшість видів насильства проти жінок, що беруть початок ще в їх дитинстві:
- Торгівля дівчатками для примусової праці та сексуального рабства,
- Дитяча проституція та дитяча порнографія,
- Зґвалтування, розбещення неповнолітніх, секс з неповнолітніми та дівчатами у віці сексуальної згоди без їх згоди,
- Ранні/дитячі шлюби, примусові шлюби, примусова вагітність, примусові аборти;

У контексті домашнього насильства дівчатка потрапляють під подвійний удар, входячи в обидві основні його категорії: насильство проти жінок та насильство проти дітей. У власних та прийомних сім'ях дівчатка стикаються з наступними видами насильства:
- Фізичне (побиття, в тому числі звичаєва традиція «тілесних покарань» — самочинне побиття неповнолітніх кровних родичів на регулярній основі «за» реальні чи уявні «провинності», а також з «виховною метою», як профілактика девіацій характеру; хоча пережите в дитинстві жорстоке поводження навпаки реплікує культуру насильства; позбавлення їжі, води, сну, фіксовані пози, тривале утримування в темних тісних приміщеннях («домашні тюрми»), збіднене харчування тощо);
- Сексуальне (зокрема, зґвалтування родичами (найчастіше — найближчими), котрі часто кваліфікуються як інцест, педофілія чи розбещення);
- Психологічне (неглект (нехтування дітьми) щодо дівчаток відбувається частіше, ніж стосовно хлопчиків: залякування, приниження чи знущання, переслідування);
- Економічне (позбавлення кишенькових / зароблених дівчин(к)ою грошей, обмеження бюджету на речі першої потреби, такі як харчування, одяг, ліки, засоби гігієни тощо);
- Інші обмеження прав людини та дитини (свободи пересування, права на освіту, доступ до інформації, одяг, віросповідання, обмеження кола спілкування, нав'язування режиму активностей тощо);

Тривалі б'юті-практики, розраховані на поступові деформації тіла для надання йому ознак «краси» та «жіночності», шкідливі для подальшого розвитку і здоров'я жіночого тіла, здійснюються (здійснювались) з раннього дитинства, часто з застосуванням примусу, найчастіше — без згоди дівчат(ок) та майже завжди — без роз'яснювальної роботи про ризики та наслідки, що дали б можливість свідомого вибору:
- Китайське бинтування ніг, виконуване заради збільшення сексуального задоволення чоловіків, іноді позбавляло жінок, що пройшли процедуру, можливості самостійно пересуватись пішки;
- Шийні обручі, зняття котрих загрожує переломом шиї через атрофію м'язів та неприродне видовжування шийних хребців;
- Носіння корсетів, що здавлювали внутрішні органи, погіршували кровообіг, викликали непритомності, невралгії та судоми;
- Ритуальна деформація черепа — починалась ще над немовлятами;
- Примусове годування для підвищення конкурентності дівчини з певним чітко окресленим типом ожиріння на «ринку наречених», тощо.

Психологічне насильство над дівчатками охоплює цькування у колективах та закладах освіти, що часто доповнюється для дівчаток іншими причинами, пов'язаними з гендером: цькуванням через особливості здоров'я, тілобудову та зовнішність, соціальний статус, етнічне, расове походження, належність до меншин, сексуальну активність, орієнтацію тощо.

## Дівчата в мистецтві та культурі

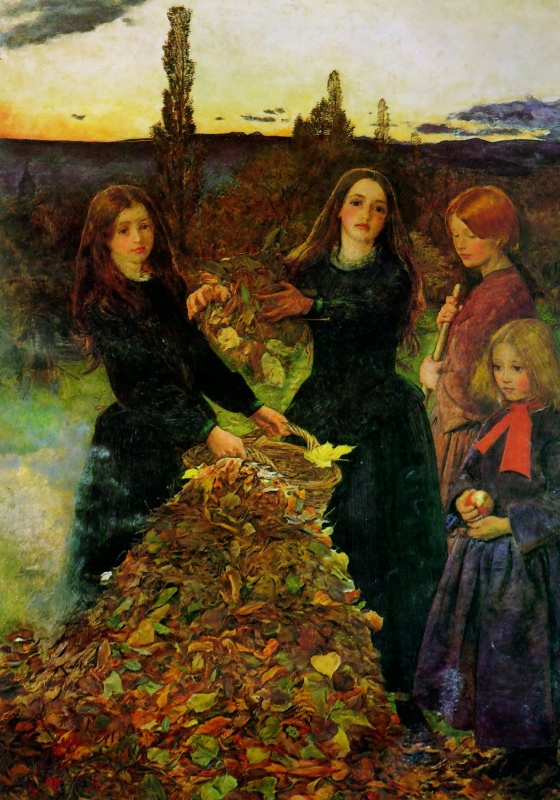
Осіннє листя. Джон Еверетт Мілле

Дівчата піддаються загальним гендерним стереотипам щодо жінок, та мають і певні специфічні:
- «Enfant terrible» — уявлення про «нестерпну дитину»: надто непосидючу, завзяту, цікаву та непокірну, котра спричинює неспокій дорослим своїми «примхами». Оскільки дані риси (такі, як дослідницький інтерес, боротьба, конкуренція, лідерство, агресія, наполегливість, непокора, ініціатива) заохочуються для хлопчиків, але осуджуються для дівчаток, докори в «нестерпності» частіші і жорсткіші за однакові провини для дівчаток, ніж для хлопчиків.
- «Німфетка» — сексуалізований образ дівчинки до статевого дозрівання чи в пубертаті, котрій приписуються сексуальність та звабливість для дорослих чоловіків; популяризований В. Набоковим у романі «Лоліта», що скандально критикувався свого часу за просування педофілії.
- «Діва у біді» — поширений стереотип у мистецтві, зокрема, літературі, про дівчину-пасивну героїню заднього плану, що виступає лише окрасою та стимулом для активного героя-чоловіка, очікує спасіння на задньому плані, не демонструючи жодних навичок чи спроб самостійно діяти, а у фіналі служить вдячним трофеєм для героя. Широко критикувався теоретикинями фемінізму.
- В українській культурі існує багато прислів'їв та приказок, які стосуються дівчат: «Дівка мов верба, де її посадиш, там і прийметься». (Дівчина скоро звикає до нових обставин.) «У багатої дівки горба не видно». (Парубки, які розраховують на великий посаг, байдужі до краси дівчини.) «Заручена дівчина вдвічі краща». (Зарученою дівчиною більше цікавляться та хвалять її прикмети.)[27] «Що дівчата роблять? — Шиють та співають… А мати що робе? — Поре та плаче...».

## Ініціативи щодо прав та поліпшення становища дівчат
Всесвітні організації з захисту прав жінок, зокрема ООН-Жінки, опікуються правами всіх жінок, незалежно від їх віку, подружнього чи культурного статусу.
Такі міжнародні договори, як Конвенція про ліквідацію всіх форм дискримінації щодо жінок, Конвенція про запобігання насильству стосовно жінок і домашньому насильству та боротьбу з цими явищами, охоплюють позиції та уточнення щодо дівчаток, які страждають від насилля та інших форм дискримінації, дочок у родинах з сімейним насильством, переміщених осіб, безробітних жінок тощо, та надають законодавчі інструменти для їх захисту.
11 жовтня відзначається Міжнародний день дівчат.